# Diviseur strict
En mathématiques, un diviseur strict d'un entier naturel n est un entier naturel diviseur de n et distinct de n. On l’appelait autrefois une partie aliquote (synonyme encore parfois usité).

## Propriétés
Tout diviseur strict d'un diviseur strict de n est un diviseur strict de n.

## Exemples
- Les diviseurs stricts de 30 sont 1, 2, 3, 5, 6, 10, et 15.
- Un entier naturel est dit premier s'il n'a aucun diviseur strict autre que 1.
- Les diviseurs stricts d'une puissance de 2 sont toutes les puissances de 2 antérieures. Plus précisément, les diviseurs stricts de 2n sont 1, 2, 4, ..., 2n–1
- Un diviseur strict est aussi appelé « diviseur propre » chez certains auteurs, mais ce dernier terme est ambigu car également synonyme potentiel de diviseur non trivial.